# My Giant Nerd Boyfriend
 (octobre 2023).
My Giant Nerd Boyfriend (Mon Petit Ami géant et nerd) est un webcomic autobiographique du type « tranche de vie » publié sur la plate-forme de BD en ligne Webtoon par l'autrice malaisienne Yen Ee sous le pseudonyme de Fishball depuis le 6 mars 2017. Il relate le quotidien de l'autrice, de son compagnon Micky et de leur chien Biscuit, sous la forme de planches autonomes.

## Résumé
My Giant Nerd Boyfriend relate le quotidien de Fisball, dessinatrice, avec son compagnon Micky et avec leur chien Biscuit. Micky est un nerd et un gamer mesurant 1,99 m de haut, tandis que Fishball mesure 30 cm de moins. La BD évoque le quotidien de leur couple, les conséquences insolites de leur différence de taille, leurs activités, leurs passions et la vie en Malaisie. La culture geek est très souvent évoquée : les jeux vidéo (notamment les MMORPG), Magic : l'Assemblée et les jeux de société. Des références régulières sont faites aux mangas et aux anime japonais, aux films de kaijus ou encore à la pratique du cosplay. Principalement humoristique, la BD introduit toutefois davantage de variété au fil du temps avec des planches plus sérieuses, mélancoliques ou franchement tristes, sans abandonner l'humour initial. La BD laisse ainsi davantage de place à l'histoire familiale de Fishball et de Micky, à la vie en Malaisie et à la culture locale.
Pendant les confinements entraînés par les débuts de la pandémie de Covid-19 en 2020, Fishball consacre plusieurs planches à la prévention sanitaire et décrit le quotidien du couple en confinement. En mai 2021, l'autrice raconte la mort de son père. En mai 2022, les planches 724 à 727 relatent comment Micky demande Fishball en mariage ; le titre de la BD inclut dorénavant, après le mot boyfriend, une note précisant « Now fiancé » (« maintenant fiancé »). Peu après, Micky, passionné de longue date par l'univers de Warhammer, commence à travailler dans une boutique de jeux de figurines et gagne également sa vie en tant que peintre professionnel de figurines.
Certaines planches centrées sur Fishball sont titrées « My Tiny Weird Girlfriend ». D'autres planches, titrées « Oh My Dogs! », imaginent une réalité alternative où Fishball et Micky sont tous les deux des chiens (de tailles toujours aussi différentes) tandis que Biscuit est un homme.

## Conception
Fishball, de son vrai nom Yen Ee, écrit et dessine My Giant Nerd Boyfriend. Elle travaille en lien avec Bekah Caden de Webtoon, qui lui laisse une grande liberté. Le compagnon de Fishball est son premier lecteur et elle prend son avis avant de passer du crayonné à l'encrage puis à la colorisation. Micky est également illustrateur, mais ils ne collaborent pas sur le dessin car il est trop pris par son propre travail. Il lui est cependant arrivé d'assister Fishball sur certains logos.

## Histoire éditoriale
My Giant Nerd Boyfriend est lancé le 6 mars 2017 sur Webtoon au cours d'un mois mettant en valeur les autrices. Il est également mis en ligne sur plusieurs réseaux sociaux. Une traduction française de la BD est mise en ligne sur Webtoon à partir de décembre 2019.

## Accueil

### Accueil critique
Sur Geek Girl Authority en 2020, Julia Roth voit dans la BD des « histoires drôles auxquelles on peut s'identifier et qui vous feront rire (ou pleurer pour certaines) tout du long ».
Sur Webtoon Planet en 2020, Chloé Le Bail apprécie les « dessins simples mais attachants » et les histoires « où beaucoup d'amoureux pourront se reconnaître ».

### Statistiques
En 2019, My Giant Nerd Boyfriend était la quatrième bande dessinée en ligne la plus lue sur Webtoon avec 158 millions de vues, derrière Lore Olympus de Rachel Smythe (299 millions de vues), unOrdinary d'Uru-Chan (241 millions de vues) et True Beauty de Yaongyi (234 millions de vues).
En 2018, la BD était beaucoup plus populaire aux États-Unis qu'en Malaisie même.

## Adaptation
La BD fait l'objet d'une adaptation en une courte websérie animée courant sur dix épisodes sur Youtube en juillet 2019.

## Distinctions
En 2018, My Giant Nerd Boyfriend fait partie des finalistes pour le Ringo Award de la Meilleure bande dessinée humoristique.